# تاريخ جمهورية الهند
تاريخ جمهورية الهند يبدأ في 26 يناير عام 1950. أصبحت الهند أُمة مستقلة ضمن الكومنولث البريطاني في 15 أغسطس عام 1947. أدت الإدارة المباشرة من قبل البريطانيين، التي بدأت في عام 1858، إلى توحيد سياسي واقتصادي لشبه القارة. عندما انتهى الحكم البريطاني في عام 1947، قُسمت شبه القارة على أسس دينية إلى دولتين منفصلتين: الهند، بأغلبية الهندوس، وباكستان، بأغلبية المسلمين؛ انقسم الجزء الشرقي من باكستان في وقت لاحق لتشكيل بنغلاديش. في نفس الوقت، فُصل شمال غرب الهند البريطانية وشرقها صاحبا الأغلبية المسلمة إلى دومينيون باكستان، عن طريق تقسيم الهند. أدى التقسيم إلى نزوح أكثر من 10 ملايين شخص من السكان بين الهند وباكستان وموت مليون شخص تقريبًا. أصبح زعيم المؤتمر الوطني الهندي جواهر لال نهرو أول رئيس وزراء للهند، لكن الزعيم الأكثر ارتباطًا بصراع الاستقلال، المهاتما غاندي، لم يقبل تبوء أي منصب. جعل الدستور المعتمد في عام 1950 الهندَ دولة ديمقراطية، وهو الأمر الذي بقي على حاله منذ ذلك الحين. تُعد الحريات الديمقراطية المستدامة في الهند فريدة من نوعها بين دول العالم المستقلة حديثًا.
واجهت البلاد العنف الديني، والطبقية، والناكسالية، والإرهاب، والتمردات الانفصالية الإقليمية. لدى الهند نزاعات إقليمية غير محلولة مع الصين تصاعدت في عام 1962 إلى الحرب الصينية الهندية، ونزاعات مع باكستان أسفرت عن حروب في أعوام 1947، و1965، و1971، و1999. كانت الهند محايدة في الحرب الباردة، وكانت رائدة في حركة عدم الانحياز. كانت لديها حقبة قصيرة من التحالف مع الاتحاد السوفييتي السابق، حين كانت باكستان متحالفة بشكل وثيق مع الولايات المتحدة وجمهورية الصين الشعبية.
الهند دولة تملك أسلحة نووية، أجرت أول تجربة نووية لها في عام 1974، تلتها خمس تجارب أخرى في عام 1998. منذ خمسينيات القرن العشرين وحتى ثمانينياته، اتبعت الهند سياسات مستوحاة من الاشتراكيين. تأثر الاقتصاد بالتنظيم الواسع والحمائية والملكية العامة، ما أدى إلى تفشي الفساد وبطء النمو الاقتصادي. ابتداءً من عام 1991، حوّلت الإصلاحات الاقتصادية النيوليبرالية الهند إلى ثالث أكبر اقتصادات العالم ومن بين الأسرع نموًا. من كونها دولة فقيرة نسبيًا في سنوات تكوينها، برزت الجمهورية الهندية بوصفها اقتصادًا رئيسيًا سريع النمو لمجموعة العشرين مع إنفاق عسكري مرتفع، وهي تسعى للحصول على مقعد دائم في مجلس الأمن التابع للأمم المتحدة.
يُشار أحيانًا إلى الهند بأنها دولة كبرى وقوة عظمى مرتقبة نظرًا إلى اقتصادها وجيشها وتعدادها الكبير المتنامي لشعبها.

## 1947–1950: اتحاد الهند
تميزت السنوات الأولى للهند المستقلة بأحداث مضطربة؛ تبادل سكاني هائل مع باكستان، والحرب الهندية الباكستانية في عام 1947، واندماج أكثر من 500 دولة أميرية لتشكيل دولة موحدة. يُنسب الفضل في الاندماج السياسي للهند إلى حد كبير إلى فالاباي باتل (نائب رئيس مجلس الوزراء في ذلك الوقت)، الذي تعاون بعد الاستقلال مع جواهر لال نهرو والماهاتما غاندي قبل وفاته لضمان أن يكون دستور الهند المستقلة علمانيًا.

### تقسيم الهند
هاجر ما يُقدر بنحو 3.5 مليون من الهندوس والسيخ الذين يعيشون في ولاية البنجاب الغربية، والمقاطعة الحدودية الشمالية الغربية، وبلوشستان، والبنغال الشرقية، والسند، إلى الهند خوفًا من الهيمنة والقمع في باكستان المسلمة. قتل العنف الطائفي ما يُقدر بنحو مليون هندوسي ومسلم وسيخي، وزعزع استقرار الدومينيونات على طول حدود البنجاب والبنغال، ومدن كلكتا ودلهي ولاهور. توقف العنف في أوائل شهر سبتمبر بسبب الجهود التعاونية لكل من القادة الهنود والباكستانيين، وخاصة بسبب جهود موهانداس كرمشاند غاندي، زعيم النضال الهندي من أجل الحرية، الذي قام بصوم حتى الموت في كلكتا ولاحقًا في دلهي لتهدئة الناس والتشديد على السلام رغم التهديد لحياته. أنشأت الحكومتان معسكرات إغاثة كبيرة للاجئين القادمين والمغادرين، وحُشد الجيش الهندي لتقديم المساعدة الإنسانية على نطاق واسع.
نُفذ اغتيال موهانداس غاندي في 30 يناير عام 1948 على يد ناتهورام فيناياك غودسي، وهو قومي حمّله مسؤولية التقسيم واتهم موهانداس غاندي باسترضاء المسلمين. فاضت شوارع دلهي بأكثر من مليون شخص لمتابعة موكب الحرق وتقديم تعازيهم الأخيرة.
في عام 1949، سجلت الهند نحو مليون لاجئ هندوسي في البنغال الغربية وولايات أخرى من باكستان الشرقية، نتيجة تعرضهم للعنف والتخويف والقمع الطائفي من قبل السلطات المسلحة. أثارت حالة اللاجئين غضب القوميون الهنود والهندوس، واستنفد عدد السكان اللاجئين موارد الولايات الهندية، التي لم تكن قادرة على استيعابهم. رغم عدم استبعاد الحرب، دعا رئيس الوزراء نيهرو وساردار باتل رئيسَ الوزراء الباكستاني لياقت علي خان لإجراء مناقشات في دلهي. مع أن العديد من الهنود وصفوا ذلك بأنه هدنة، عقد نيهرو اتفاقية مع لياقت علي خان متعهدًا بكلتا الدولتين لحماية الأقليات وإنشاء مجالس أقلية. على الرغم من معارضة المبدأ، قرر باتل أن يدعم هذه الاتفاقية بهدف تحقيق السلام، ولعب دورًا خطيرًا بتجميع الدعم من غرب البنغال ومن أنحاء الهند وبتنفيذ شروط الاتفاقية. عقد خان ونيهرو أيضًا اتفاقية تجارية وتعهدا بحل النزاع بين الطرفين باستخدام الوسائل السلمية. عاد مئات الآلاف من الهندوس إلى شرق باكستان ولكن ذوبان الجليد في العلاقات لم يدُم طويلًا، بسبب النزاع في كشمير بالدرجة الأولى.

### إدماج الدول الأميرية
تألفت الهند البريطانية من 17 مقاطعة و562 ولاية أميرية. مُنحت المقاطعات للهند وباكستان، في حالات معينة تحديدًا -البنجاب والبنغال- بعد تجزئتها. ومع ذلك، مُنح الأمراء في الولايات الأميرية الحق إما بإبقائها مستقلة أو أن تنضم إلى أي دومينيون. ولذلك، واجه القادة الهنود احتمالية توارث أمة مجزأة بمقاطعات وممالك مستقلة متفرقة عبر البر الرئيسي. تحت قيادة ساردار فالاباي باتل، أجرت حكومة الهند الجديدة مفاوضات سياسية لتدعم حق اختيار (وفي مناسبات عدة، استخدام) الإجراء العسكري لضمان أولوية الحكومة المركزية والدستور الذي تجري صياغته بعد ذلك. أقنع ساردار باتل وفابالا بانغوني مينون حكام الولايات الأميرية المجاورة للهند بالانضمام إلى الهند. ضُمِنت العديد من حقوق حكام الولايات الأميرية وامتيازاتهم، وخصوصًا ممتلكاتهم الشخصية وثرواتهم الخاصة، لإقناعهم بالانضمام. عُين بعض منهم في منصب راجبراموك (محافظ) وَأوبراجبراموك (نائب محافظ) للولايات المتحدة الهندية. اتحدت العديد من الولايات الأميرية الصغرى لتشكيل ولايات إدارية تتمتع بمقومات البقاء مثل سوراشترا، واتحاد ولايتَي باتيالا وشرق البنجاب، وفينديا براديش، وماديا بهارات. انضمت بعض الولايات الأميرية مثل تريبورا ومانيبور لاحقًا في عام 1949.
كانت هناك ثلاث ولايات أثبتت صعوبة اندماجها أكثر من غيرها:
1. جوناغاد (ولاية ذات أغلبية هندوسية مع نواب مسلم): أدى استفتاء ديسمبر 1947 العام إلى تصويت بنسبة 99%[14] للاندماج مع الهند، ملغيًا الانضمام المثير للجدل إلى باكستان، الذي قام به  نواب ضد رغبات شعب الولاية الذين كانت غالبيتهم من الهندوس ومع أن جوناغاد ليست متجاورة مع باكستان.
2. حيدر آباد (ولاية ذات أغلبية هندوسية مع نظام مسلم): أمر باتل الجيش الهندي بإسقاط حكومة آل نظام، العملية التي أُطلق عليها اسم عملية بولو، بعد فشل المفاوضات التي تمت بين 13 و17 سبتمبر عام 1948. أُدرجت باعتبارها ولاية من ولايات الهند في العام التالي.
3. سرعان ما أصبحت منطقة كشمير (ولاية ذات أغلبية مسلمة مع ملك هندوسي) في أقصى شمال شبه القارة مصدرًا للجدل الذي اندلع في الحرب الهندية الباكستانية الأولى التي استمرت منذ عام 1947 وحتى عام 1949. في النهاية، تم الاتفاق على وقف إطلاق النار تحت إشراف الأمم المتحدة، ما ترك الهند تسيطر على ثلثي المنطقة المتنازع عليها. وافق جواهر لال نهرو في البداية على اقتراح مونتباتن لإجراء استفتاء في الولاية بأكملها فور توقف الأعمال العدائية، ووافق الطرفان على وقف إطلاق النار تحت إشراف الأمم المتحدة في 1 يناير عام 1949. ومع ذلك، لم يُجرَ استفتاء على مستوى الولاية، لكن نهرو سحب دعمه في عام 1954 بعد أن بدأت باكستان بتلقي الأسلحة من الولايات المتحدة. دخل الدستور الهندي حيز التنفيذ في كشمير في 26 يناير عام 1950 مع بنود خاصة للولاية.

### الدستور
اعتمدت الجمعية التأسيسية دستور الهند، الذي صاغته لجنة برئاسة الدكتور ب. ر. أمبيدكار، في 26 نوفمبر عام 1949. أصبحت الهند جمهورية ديمقراطية ذات سيادة بعد أن دخل دستورها حيز التنفيذ في 26 يناير عام 1950. أصبح الدكتور راجندرا براساد أول رئيس للهند. وجرت إضافة الكلمات الثلاث «اشتراكي» و«علماني» و«نزيه» لاحقًا مع تعديل الدستور الثاني والأربعين لعام 1976.

### الحرب الهندية الباكستانية 1947-1948
نشبت الحرب الهندية الباكستانية 1947-1948 بين الهند وباكستان على الولاية الأميرية كشمير وجامو من عام 1947 حتى عام 1948. وكانت هذه الحرب الأولى من بين أربع حروب هندية باكستانية بين الدولتين المستقلتين حديثًا. عجلت باكستان بالحرب بعد أسابيع قليلة من الاستقلال بإطلاق عسكر القبلية (ميليشيا) من وزيرستان، في محاولة لتأمين كشمير، التي أصبح مستقبلها على المحك. لا تزال النتيجة غير الحاسمة للحرب تؤثر على الجغرافيا السياسية لكلا البلدين.

## خمسينيات وستينيات القرن العشرين
أجرت الهند أول انتخابات وطنية بموجب الدستور في عام 1952، حيث سُجلت مشاركة أكثر من 60٪. وفيها فاز حزب المؤتمر الوطني بأغلبية ساحقة، وبدأ جواهر لال نهرو فترة ولاية ثانية كرئيس للوزراء. وانتخب الرئيس براساد لولاية ثانية أيضًا من قبل المجمع الانتخابي للبرلمان الهندي الأول.

### إدارة نهرو (1952-1964)
قاد رئيس الوزراء نهرو المؤتمر وطني لتحقيق انتصارات انتخابية كبرى في عامي 1957 و1962. وأقر البرلمان إصلاحات واسعة النطاق زادت من الحقوق القانونية للمرأة في المجتمع الهندوسي، وأصدر مزيدًا من التشريعات ضد التمييز الطبقي والنبذ. دعا نهرو إلى مبادرة قوية لتسجيل أطفال الهند لإكمال التعليم الابتدائي، وأسست الآلاف من المدارس والكليات ومؤسسات التعليم المتقدم، مثل المعاهد الهندية للتكنولوجيا، في جميع أنحاء البلاد. دعا نهرو إلى نموذج اشتراكي لاقتصاد الهند – جرى وضع الخطط الخمسية من خلال النموذج السوفيتي على أساس برامج اقتصادية وطنية مركزية ومتكاملة - لا ضرائب على المزارعين الهنود، والحد الأدنى للأجور والمزايا للعمال ذوي الياقات الزرقاء، وتأميم الصناعات الثقيلة مثل الصلب والطيران والشحن والكهرباء والتعدين. والاستيلاء على الأراضي العامة للقرية، وأسفرت حملة الأشغال العامة والتصنيع المكثفة عن بناء السدود الكبرى، وقنوات الري، والطرق، ومحطات الطاقة الحرارية والكهرومائية، وغيرها الكثير.

### إعادة تنظيم الولايات
أدى إضراب بوتي سريرامولو عن الطعام وما تلاه من موته للمطالبة بولاية أندرا في عام 1952، إلى إعادة تشكيل كبيرة للاتحاد الهندي. عين نهرو لجنة إعادة تنظيم الولايات، وبناءً على توصياتها، صدر قانون إعادة تنظيم الولايات في عام 1956. وجرى حل الولايات القديمة وإنشاء ولايات جديدة على أساس التركيبة السكانية اللغوية والإثنية المشتركة. أتاح فصل ولاية كيرالا والمناطق الناطقة باللغة التيلوغوية في ولاية مدراس إنشاء ولاية تاميل نادو الناطقة باللغة التاميلية. وفي 1 مايو عام 1960، أنشأت ولايتا ماهاراشترا وغوجارات من ولاية بومباي ثنائية اللغة، وفي 1 نوفمبر عام 1966، قسمت ولاية البنجاب الكبيرة إلى ولايتي البنجاب الناطقة باللغة البنجابية وولاية هاريانا الناطقة بالهاريانية.

### سي. راجغوبال آشاري وتشكيل حزب سواتانترا
في 4 يونيو عام 1959، بعد فترة وجيزة من جلسة ناغبور للمؤتمر وطني الوطني الهندي، أعلن سي. راجغوبال آشاري جنبًا إلى جنب مع موراري فيديا من منتدى المشاريع الحرة (إف إف إي) الذي أسس حديثًا، ومينو ماساني، وهو ليبرالي كلاسيكي وناقد للاشتراكي نهرو، عن تشكيل حزب سواتانترا الجديد في اجتماع في مدراس. كان الحزب، الذي تصوره رؤساء الولايات الأميرية الساخطين، مثل رجا رامجاره، ومهراجا كالهاند، ومهراجادراجا داربانغا، محافظًا في طبيعته. في وقت لاحق، انضم إلى هذه الجهود ن. ج. رانغا، وك. م. مونشي، والفريق ك. م. كاريابا، ومهراجا باتيالا. وحاول راجغوبال آشاري وماساني ورانغا أيضًا إشراك جايبراكاش نارايان في المبادرة لكنهم فشلوا.
جادل راجغوبال آشاري، في مقالته القصيرة «ديمقراطيتنا»، بضرورة وجود بديل يميني للمؤتمر وطني: «منذ تحول حزب المؤتمر إلى اليسار، والمطلوب ليس يسارًا متطرفًا أو خارجيًا (المقصود الحزب الشيوعي الهندي، أو حزب براجا الاشتراكي)، بل يمين قوي وواضح». وقال راجغوبال آشاري إن المعارضة يجب أن: «لا تعمل بشكل خاص وخلف الأبواب المغلقة لاجتماع الحزب، ولكن بشكل علني ودوري من خلال الناخبين». مثلما حدد أهداف حزب سواتانترا من خلال واحد وعشرين «مبدأ أساسي» في وثيقة التأسيس. ودافع الحزب عن المساواة وعارض سيطرة الحكومة على القطاع الخاص. انتقد راجغوبال آشاري البيروقراطية بشدة وصاغ مصطلح «رخصة سماح الراج» لوصف نظام نهرو المفصل للأذونات والتراخيص المطلوبة للفرد لإنشاء مؤسسة خاصة. أصبحت شخصية راجغوبال آشاري نقطة تجمع للحزب.
أدت جهود راجغوبال آشاري لبناء جبهة مناهضة للمؤتمر وطني إلى إصلاح العلاقات مع خصمه السابق سي إن أنادوراي من حزب درافيدا مونيترا كازغام. خلال أواخر الخمسينيات وأوائل الستينيات من القرن العشرين، أصبح أنادوراي مقربًا لراجغوبال آشاري وسعى إلى تحالف مع حزب سواتانترا في انتخابات الجمعية التشريعية لمدراس عام 1962. على الرغم من وجود مواثيق انتخابية عرضية بين حزب سواتانترا وحزب درافيدا مونتيرا كاغام، ظل راجغوبال آشاري غير ملزم بعلاقة رسمية مع حزب درافيدا مونيترا كازغام بسبب تحالفه آنذاك مع الشيوعيين الذين كان يخشى منهم. تنافس حزب سواتانترا على 94 مقعدًا في انتخابات مجلس ولاية مدراس وفاز بستة بالإضافة إلى 18 مقعدًا برلمانيًا في انتخابات لوك سابها عام 1962.

### السياسة الخارجية والصراعات العسكرية
كانت سياسة نهرو الخارجية مصدر إلهام لحركة عدم الانحياز، التي كانت الهند أحد مؤسسيها. حافظ نهرو على علاقات ودية مع كل من الولايات المتحدة والاتحاد السوفيتي، وشجع جمهورية الصين الشعبية على الانضمام إلى مجتمع الدول العالمي. في عام 1956، عندما استولت الحكومة المصرية على شركة قناة السويس، صوت مؤتمر دولي 18 مقابل 4 لاتخاذ إجراء ضد مصر. كانت الهند واحدة من أربعة داعمين لمصر، إلى جانب إندونيسيا وسريلانكا والاتحاد السوفيتي. عارضت الهند تقسيم فلسطين وغزو سيناء عام 1956 من قبل إسرائيل والمملكة المتحدة وفرنسا، لكنها لم تعارض السيطرة الصينية المباشرة على التبت، وقمع حركة مؤيدة للديمقراطية في المجر من قبل الاتحاد السوفييتي. على الرغم من تنصل نهرو من الطموحات النووية للهند، ساعدت كندا وفرنسا الهند في تطوير محطات الطاقة النووية للكهرباء. تفاوضت الهند أيضًا على اتفاقية في عام 1960 مع باكستان بشأن الاستخدام العادل لمياه سبعة أنهار مشتركة بين البلدين. كان نهرو قد زار باكستان في عام 1953، ولكن بسبب الاضطرابات السياسية في باكستان، لم يحرز أي تقدم بشأن نزاع كشمير.
خاضت الهند ما مجموعه أربع حروب / صراعات عسكرية مع الدولة المنافسة لها باكستان، اثنتان في هذه الفترة. في الحرب الهندية الباكستانية عام 1947، قاتلت على إقليم كشمير المتنازع عليه، حيث استولت باكستان على ثلث كشمير (التي تدعي الهند أنها أراضيها)، واستولت الهند على ثلاثة أخماس (التي تدعي باكستان أنها أراضيها). في الحرب الهندية الباكستانية عام 1965، هاجمت الهند باكستان على جميع الجبهات من خلال عبور الحدود الدولية بعد محاولات من قبل القوات الباكستانية للتسلل إلى كشمير التي تسيطر عليها الهند عن طريق عبور الحدود الفعلية بين الهند وباكستان في كشمير.
في عام 1961، بعد الالتماسات المستمرة للتسليم السلمي، غزت الهند مستعمرة جوا البرتغالية على الساحل الغربي للهند وضمتها.
في عام 1962، انخرطت الصين والهند في الحرب الصينية الهندية القصيرة على الحدود في جبال الهيمالايا. كانت الحرب بمثابة هزيمة كاملة للهنود وأدت إلى إعادة التركيز على جمع الأسلحة وتحسين العلاقات مع الولايات المتحدة. انسحبت الصين من الأراضي المتنازع عليها في جنوب التبت الصيني المتنازع عليه ووكالة الحدود الشمالية الشرقية الهندية التي عبرتها خلال الحرب. تنازع الهند سيادة الصين على منطقة أكساي تشين الأصغر التي تسيطر عليها على الجزء الغربي من الحدود الصينية الهندية.